# (8470) Dudinskaya
(8470) Dudinskaya est un astéroïde de la ceinture principale. Il porte le nom de la ballerine russe Natalia Doudinskaïa.

## Description
(8470) Dudinskaya est un astéroïde de la ceinture principale. Il fut découvert le 17 septembre 1982 à Naoutchnyï par Nikolaï Tchernykh. Il présente une orbite caractérisée par un demi-grand axe de 2,27 UA, une excentricité de 0,19 et une inclinaison de 5,0° par rapport à l'écliptique.

## Compléments